# ماسکوتا (ایلینوی)
ماسکوتا، ایلینوی (به انگلیسی: Mascoutah, Illinois) یک شهر در ایالات متحده آمریکا با جمعیت ۷٬۴۸۳ نفر است که در ایلی‌نوی واقع شده‌است.